# MKS Pruszcz Gdański (piłka siatkowa)
MKS Pruszcz Gdański – polski klub siatkarski (wielosekcyjny) z miejscowości Pruszcz Gdański (klub także zwany Czarni Pruszcz Gdański).

## Historia
- 1998 - powstanie klubu MKS Pruszcz Gdański.
- 2006 - założenie sekcji piłki siatkowej.
- 2007 - awans do II ligi.
- 2010 - zespół spada do III ligi.